# Brent Kallman
Brent Kallman (Omaha, 4 ottobre 1990) è un calciatore statunitense, difensore dell'Union Omaha.

## Caratteristiche tecniche
È un difensore centrale.

## Statistiche

### Presenze e reti nei club
Statistiche aggiornate al 29 aprile 2018.
| Stagione        | Squadra         | Campionato      | Campionato | Campionato | Coppe nazionali | Coppe nazionali | Coppe nazionali | Coppe continentali | Coppe continentali | Coppe continentali | Altre coppe | Altre coppe | Altre coppe | Totale | Totale | Totale |
| Stagione        | Squadra         | Comp            | Pres       | Reti       | Comp            | Pres            | Reti            | Comp               | Pres               | Reti               | Comp        | Pres        | Reti        | Pres   | Reti   |        |
| --------------- | --------------- | --------------- | ---------- | ---------- | --------------- | --------------- | --------------- | ------------------ | ------------------ | ------------------ | ----------- | ----------- | ----------- | ------ | ------ | ------ |
| 2013            | Minnesota Utd   | NASL            | 1          | 0          | USCup           | 0               | 0               |                    | -                  | -                  |             | -           | -           | 1      | 0      |        |
| 2014            | Minnesota Utd   | NASL            | 3          | 0          | USCup           | 1               | 0               |                    | -                  | -                  |             | -           | -           | 4      | 0      |        |
| 2015            | Minnesota Utd   | NASL            | 8          | 1          | USCup           | 1               | 0               |                    | -                  | -                  |             | -           | -           | 9      | 1      |        |
| 2016            | Minnesota Utd   | NASL            | 30         | 3          | USCup           | 1               | 0               |                    | -                  | -                  |             | -           | -           | 31     | 3      |        |
| 2017            | Minnesota Utd   | MLS             | 23         | 2          | USCup           | 1               | 0               |                    | -                  | -                  |             | -           | -           | 24     | 2      |        |
| 2018            | Minnesota Utd   | MLS             | 2          | 0          | USCup           | 0               | 0               |                    | -                  | -                  |             | -           | -           | 2      | 0      |        |
| Totale carriera | Totale carriera | Totale carriera | 67         | 3          |                 | 4               | 0               |                    | -                  | -                  |             | -           | -           | 71     | 3      |        |